# 陈明星 (1939年)
陈明星（1939年3月—），男，汉族，安徽当涂人，中共党员，中华人民共和国政治人物、高级记者、书画家。

## 生平
1964年7月毕业于安徽师范大学（原合肥师范学院），毕业后被分配到新华社安徽分社任记者。后先后在新华社青海、福建、西藏、吉林、江苏分社工作。1993年被评为新华社高级记者。曾在新华社西藏、吉林、青海、江苏分社担任主要领导职务20多年，系正厅（局）级干部。曾兼任西藏自治区党委对外宣传领导小组副组长、吉林省记者协会副主席、吉林省新闻工作者学会副会长。是中国书画协会理事、中国摄影家协会会员，被授予“中国当代书法名家”、“中国当代书法家百杰”、“德艺双馨书法艺术家人才”等荣誉称号。